# あなたしかいないでしょ
「あなたしかいないでしょ」は、工藤静香の通算20枚目のシングル。1993年10月6日にポニーキャニオンから発売された。

## 概要
デビュー曲「禁断のテレパシー」から20作続いた後藤次利によるシングルA面曲の楽曲提供は本作で終幕となった。本作以降の後藤作曲による作品は、1997年2月14日に発売された"Little Kiss"名義（石橋貴明と工藤のデュエット）の「A.S.A.P.／ふさわしい二人」のみ。同じく松井五郎作詞のシングルA面曲も本作で最後となったが、2005年6月1日に発売されたアルバム『月影』で約12年ぶりに詞を書き下ろした。

## 収録曲
全作詞：松井五郎／作曲・編曲：後藤次利
1. あなたしかいないでしょ
ブラスアレンジ：門倉聡 ／コーラスアレンジ：高尾直樹
2. ちょっとしたGUILTY
3. あなたしかいないでしょ（less vocal）

## 楽曲の収録アルバム
あなたしかいないでしょ
- Super Best
- ミレニアム・ベスト
- Shizuka Kudo 20th Anniversary the Best

※オリジナルアルバム未収録
ちょっとしたGuilty
- 20th Anniversary B-side collection